# عدد عشري

مجموعة الأعداد العشرية يرمز لها ب D

العدد العشري (بالفرنسية: nombre décimal)‏ هو عدد يمكن كتابته بالضبط بعدد منتهي الأرقام بعد الفاصلة، بواسطة نظام العد الهندي العربي. الأعداد العشرية عبارة عن قسمة عدد صحيح بواسطة رفع 10 وتمثل على شكل عدد كسري.